# Sirikári
Sirikári, en grec moderne : Σηρικάρι, est un village du dème de Kissamos, dans le district régional de La Canée, de la Crète, en Grèce. Selon le recensement de 2001, la population de Sirikári compte 132 habitants. Le village est situé à une altitude de 509 m, à une distance de 17 km de Kissamos et à 55 km de La Canée.